# طوابع البريد والتاريخ البريدي لدييغو سواريز

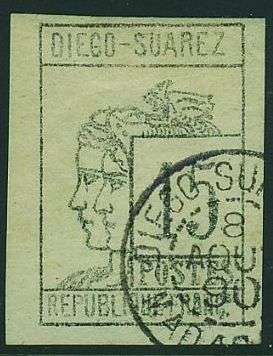
طابع بريدي يعود لعام 1890 لدييغو سواريز

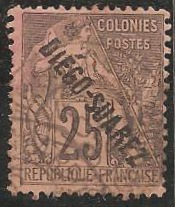
إصدارات عامة استعمارية فرنسية مطبوعة لدييغو سواريز عام 1892

طوابع البريد والتاريخ البريدي لدييغو سواريز وهي مدينة تقع في الطرف الشمالي لمدغشقر في مقاطعة أنتسيرانانا. حيث كانت مستعمرة فرنسية في أواخر القرن التاسع عشر حتى دمجوا إدارة المستعمرة مع إدارة مدغشقر في عام 1896. قاموا بإعادة تسميتها إلى أنتسيرانانا في عام 1975.

## الطوابع البريدية
دييغو سواريز استخدمت منذ عام 1885 الإصدارات العامة للمستعمرات الفرنسية. وأصدرت المستعمرة طوابع بريدية خاصة بها من عام 1890 إلى عام 1894 وأنتجت أكثر من 60 نوع. إن الطوابع الأولى الصادرة لدييغو سواريز في عام 1890 هي طبعات فوقية مختومة على الإصدارات العامة للمستعمرات الفرنسية بقيمة وجهية جديدة. وأصدروا مجموعة مصممة ومطبوعة محليًا في عام 1890. بعدها أُنتج المزيد من الطبعات فوقية على الإصدارات العامة للمستعمرات الفرنسية في عامي 1891 و1892. أما إصدار عامي 1892 و1894 فكان مجموعات من التصميم العام للمستعمرات الفرنسية. ونقشت مجموعة عام 1894 لدييغو سواريز، وطبعوا المخزون المتبقي بقيم وجهية جديدة في عام 1902 وأعيد إصداره للاستخدام في جميع أنحاء مدغشقر.

## قراءة إضافية
- "مدغشقر المبكرة" بقلم جافين هـ. فراير في مجلة هواة جمع الطوابع في لندن مارس-يونيو 1977.